# Matěj Jurásek
Matěj Jurásek (ur. 30 sierpnia 2003 w Karwinie) – czeski piłkarz grający na pozycji pomocnika w angielskim klubie Norwich City oraz reprezentacji Czech. Uczestnik Mistrzostw Europy 2024.